# Saitama Criterium
Il Saitama Criterium è un criterium di ciclismo su strada che si svolge ogni anno nella prefettura di Saitama, in Giappone.
È stato fondato nel 2013 dall'Amaury Sport Organisation, società che organizza anche il Tour de France: per questo motivo vi partecipano molti ciclisti di livello mondiale, che spesso hanno preso parte proprio alla corsa a tappe francese.

## Albo d'oro
Aggiornato all'edizione 2024.
| Anno | Vincitore                                    | Secondo                                      | Terzo                                        |
| ---- | -------------------------------------------- | -------------------------------------------- | -------------------------------------------- |
| 2013 | Chris Froome                                 | Peter Sagan                                  | Rui Costa                                    |
| 2014 | Marcel Kittel                                | Peter Sagan                                  | Alexander Kristoff                           |
| 2015 | John Degenkolb                               | Fumiyuki Beppu                               | Chris Froome                                 |
| 2016 | Peter Sagan                                  | Sho Hatsuyama                                | Chris Froome                                 |
| 2017 | Mark Cavendish                               | Fumiyuki Beppu                               | Yusuke Hatanaka                              |
| 2018 | Alejandro Valverde                           | Geraint Thomas                               | Yukiya Arashiro                              |
| 2019 | Yukiya Arashiro                              | Egan Bernal                                  | Primož Roglič                                |
| 2020 | annullata a causa della Pandemia di COVID-19 | annullata a causa della Pandemia di COVID-19 | annullata a causa della Pandemia di COVID-19 |
| 2021 | annullata a causa della Pandemia di COVID-19 | annullata a causa della Pandemia di COVID-19 | annullata a causa della Pandemia di COVID-19 |
| 2022 | Jasper Philipsen                             | Jonas Vingegaard                             | Geraint Thomas                               |
| 2023 | Tadej Pogačar                                | Sepp Kuss                                    | Peter Sagan                                  |
| 2024 | Biniam Girmay                                | Primož Roglič                                | Mark Cavendish                               |